# Hawking-index
De Hawking-index is een pseudo-wiskundige maatstaf voor hoe ver mensen gemiddeld een boek lezen voordat ze het opgeven. Deze index is bedacht door de Amerikaanse wiskundige Jordan Ellenberg, die hem in 2014 in een blog voor het Wall Street Journal beschreef. De index is vernoemd naar de Engelse natuurkundige Stephen Hawking, wiens boek A Brief History of Time (Nederlandse vertaling: 'Het heelal') "het meest ongelezen boek aller tijden" is genoemd.

## Berekening
Ellenbergs methode voor het berekenen van de index is gebaseerd op de "populaire hoogtepunten", de vijf meest gemarkeerde passages van elke titel die door Amazon Kindle-lezers zijn gemarkeerd. Een brede spreiding van hoogtepunten door het werk betekent dat de meeste lezers het hele boek hebben gelezen, wat resulteert in een hoge score op de index. Als voornamelijk hoogtepunten aan het begin van het boek zijn gemarkeerd, betekent dit dat minder mensen het boek helemaal hebben gelezen en dus laag scoren op de index. Toen de index werd gemaakt, was deze informatie gemakkelijker toegankelijk, omdat 'populaire hoogtepunten' voor iedereen beschikbaar waren, maar inmiddels is deze informatie alleen beschikbaar voor mensen die de boeken op Kindle kopen.